# MC Sharp
MC# (читається як «ем сі шарп», mcsharp, Multiprocessor C#) — високорівнева об'єктно-орієнтована мова паралельного програмування для платформи.NET, що підтримує створення програм, які працюють в розподіленому та багатопотоковому середовищі з асинхронними викликами. Одним із способів опису семантики цієї мови є (?)